# 9-es busz (Budapest)
A budapesti 9-es jelzésű autóbusz Kőbánya alsó vasútállomás és Óbuda, Bogdáni út között közlekedik. A viszonylat Budapest egyik legforgalmasabb járata. Kőbánya központjából ez az egyetlen közvetlen járat a Belvárosba és Óbudára. A járatot a Budapesti Közlekedési Zrt. üzemelteti. A járat napközben és hétvégén 10, csúcsidőben 7-8 percenként közlekedik.

## Járművek
Az 1990-es évek közepétől a viszonylatot a Cinkotai garázs Ikarus 435 típusú autóbuszai szolgálták ki. Többek között itt próbáltak ki egy kísérleti menetrendet, aminek folytatása végül nem lett a cégnél.[forrás?] 2004-től Cinkotára került 25 új Volvo autóbusz egy része került a vonalra, kiváltva a 435-ösöket. Ezután a 2008-as paraméterkönyv bevezetéséig a vonalon teljesen alacsony padlós buszok jártak. 2013. május 1. (a VT-Arriva újonnan vásárolt Mercedes Citaro autóbuszainak forgalomba állása) után a 9-es viszonylaton hétköznap 10, hétvégén 11 Mercedes-Benz Citaro G2 és hétköznap 8, hétvégén 3 Ikarus 280/Ikarus 435 típusú busz járt, melyeket a VT Transman Andor utcai, illetve a BKV Cinkotai garázsa állított ki.
2015 februárjától a VT-Arriva Citarói helyett a T&J Busz Projekt Volvo 7900A Hybrid buszai jártak a vonalon.
2016 júniusától a BKV Mercedes-Benz Conecto G buszai is járnak a vonalon.
2016. június 8-án közlekedett utoljára a Volvo 7900A Hybrid busz a vonalon.

## Története
A mai 9-es a 109-es busz átszámozásával jött létre, utóbbi pedig a 6-os (később 206-os) és a régi 9-es összevonásával keletkezett.

### Régi 9-es, 109-es
1928. március 20-án indult útjára az első 9-es autóbusz a Krisztina tér és a János Kórház között, de ezt a viszonylatot egy éven belül megszüntették, majd 1929. június 15-én indították újra, immár a Népliget – Rozgonyi utca – Orczy út – Gyáli út – Ecseri út útvonalon közlekedett, de ezt a vonalat is alig 5 hónap után, november 5-én megszüntették. Végül 1931. február 18-án újra elindították, ekkor már a Kálvin tér – Váci utca – Lánchíd – Fő utca – Margit körút – Mechwart tér útvonalon közlekedett, de útvonalát még ebben az évben meghosszabbították a Kálvin tértől kifelé a Baross utca – Mikszáth Kálmán tér – Mátyás tér útvonallal. 1932. július 1-jétől budai végállomását kijjebb tették, a járat a Szemlőhegy utcáig közlekedett. 1934-ben 9A jelzéssel sűrítőjárat közlekedett a Vörösmarty tér és a Fiumei út között mindenszentek idején.
1936. november 30-ától már csak Pesten, a Fiumei út – Mátyás tér – Mikszáth Kálmán tér – Baross utca – Kálvin tér – Váci utca – Vörösmarty tér útvonalon közlekedett, de 1938. június 20-án visszatért Budára is, ekkor az útvonala a Vörösmarty tértől a Lánchíd – Alagút – Krisztina tér – Győri út – Wolf Károly (napjainkban Hegyalja) út útvonallal hosszabbodott.
1940. július 2-a és 7-e között, augusztus 24-e és szeptember 9-e között, valamint 1941. április 3-a és 20-a között a 9-es autóbuszok közlekedése szünetelt, mert az autóbuszokat katonai célokra használták fel.
1944-ben – Budapest ostroma miatt – a buszjáratot megszüntették, és csak 1948. szeptember 1-jén indult újra a József körút – Baross utca – Kőbányai út – Liget tér útvonalon. Egy hónapon belül meghosszabbították az útvonalát, szeptember 27-étől már a Kálvin tér és a Szent László tér között közlekedett.
Az 1950-es évek végén a 9-es autóbuszok a Vörösmarty tér – Deák Ferenc utca – Tanács (ma Károly) körút – Múzeum körút – Bródy Sándor utca – Rökk Szilárd utca (ma: Somogyi Béla utca) – József utca – Kőbányai út – Pataki István (ma Szent László) tér útvonalat használták.
1970. szeptember 1-jén új gyorsjárat indult 109-es jelzéssel a Vörösmarty tér és a Liget tér között. 1973. december 2-án 9Y jelzéssel új járat indult az Orczy tér és a Curia utca között. Az új buszjárat a megszüntetett Baross utcai 74-es trolibusz helyett közlekedett.
1977. január 1-jétől a 9-es a Madách Imre tér és a Pataky István tér között közlekedett, a 9Y viszonylatjelzése 109-es jelzésűre módosult és az Orczy tér és a Duna utca között közlekedett, valamint a 109-es viszonylatjelzése 9-esre módosult és a Madách Imre tér és a Pataky István tér között járt. 1983. augusztus 15-étől a 109-es busz forgalmát a 83-as járatszámon és módosított útvonalon újraindított trolibusz vette át. 1990. augusztus 31-én a 9-es autóbuszjárat megszűnt.
2008. szeptember 6-ától hétvégenként a 9-es busz helyett 109-es jelzéssel busz közlekedett Kőbánya alsó vasútállomás és Óbuda, Bogdáni út között. A hétköznapi forgalmat változatlanul a 9-es végezte.

### 6-os, 206-os
A 6-os 2008 előtt mindennap közlekedett a Nyugati pályaudvar és Óbuda, Bogdáni út között. A 2008-as paraméterkönyv bevezetésekor a 206-os jelzést kapta, mivel a nagykörúti villamos is 6-os jelzéssel közlekedik, valamint munkanapokon 19 órától és hétvégén, ünnepnapokon egész nap a 9-es járattal összevonva 109-es jelzéssel közlekedett.
Érdekességként említendő, hogy a 206-os járatszám már az 1930-40-es években is használatos volt Budapest tömegközlekedésében: 1933 és 1934, majd 1946 és 1947 között Hűvösvölgy és Pilisszentiván között közlekedett ilyen számozású autóbusz.

### Mai 9-es
2013. május 1-jétől a 9-es, 109-es és 206-os buszokat összevonták; az új 9-es egész nap a 109-es vonalán közlekedik Kőbánya alsó vasútállomás és Óbuda, Bogdáni út között.
2018 szilveszterén egész éjjel közlekedett.
2022. június 25-étől a buszok budai, valamint a Szentkirályi utca és Kőbánya közötti szakaszára szombaton és munkaszüneti napokon kizárólag az első ajtón lehet felszállni, ahol a járművezető ellenőrzi az utazási jogosultságot.
2023. március 20-ától a munkanapi csúcsidőszakokban sűrűbben indul, részben pótolva a megszűnő 109-es busz kapacitását.
2023. május 27-étől hétvégente a teljes útvonalon elsőajtós felszállás van érvényben.

## Útvonala
| Óbuda, Bogdáni út felé |
| Kőbánya alsó vasútállomás vá. – Liget tér – Állomás utca – Szent László tér – Kőrösi Csoma Sándor út – Liget tér – Kőbányai út – Orczy tér – Baross utca – Szabó Ervin tér – Üllői út – Kálvin tér – Múzeum körút – Károly körút – Deák Ferenc tér – Bajcsy-Zsilinszky út – Podmaniczky utca – Teréz körút – Nyugati tér – Szent István körút – Jászai Mari tér – Margit híd – Germanus Gyula park – Üstökös utca – Árpád fejedelem útja – Zsigmond tér – Lajos utca – Pacsirtamező utca – Flórián tér – Szentendrei út – Bogdáni út – Óbuda, Bogdáni út vá. |
| Kőbánya alsó vasútállomás felé |
| Óbuda, Bogdáni út vá. – Bogdáni út – Szentendrei út – Flórián tér – Pacsirtamező utca – Lajos utca – Zsigmond tér – Árpád fejedelem útja – Bem rakpart – Lipthay utca – Margit híd – Jászai Mari tér – Szent István körút – Nyugati tér – Bajcsy-Zsilinszky út – Deák Ferenc tér – Károly körút – Múzeum körút – Kálvin tér – Üllői út – Szabó Ervin tér – Baross utca – Orczy tér – Kőbányai út – Liget tér – Kőrösi Csoma Sándor út – Szent László tér – Állomás utca – Liget tér – Kőbánya alsó vasútállomás vá.                                          |

## Megállóhelyei
| 0  | Kőbánya alsó vasútállomás végállomás  | 55 | 3, 28, 28A, 62, 62A 95, 117, 151, 162, 185, 195, 217, 217E, 262 73 S21 S50 G50 Z50           | Kőbánya alsó megállóhely |
| 1  | Szent László tér                      | 53 | 3, 28, 28A, 62, 62A 162, 185, 217, 262                                                       | |
| 3  | Liget tér                             | 51 | 3, 28, 28A, 62, 62A 73                                                                       | |
| 5  | Kőbánya alsó vasútállomás (Mázsa tér) | 50 | 3, 28, 28A, 62, 62A 95, 117, 151, 162, 185, 195, 217, 217E, 262 73 S21 S50 G50 Z50           | Kőbánya alsó megállóhely |
| 7  | Egészségház                           | 48 | 28, 28A, 62                                                                                  | X. kerületi Szakorvosi Rendelőintézet, Elek Gyula Aréna |
| 8  | Eiffel Műhelyház                      | 47 | 28, 28A, 62 217E                                                                             | Operaház Eiffel Műhelyház |
| 9  | Kőbányai út / Könyves Kálmán körút    | 46 | 1, 1A, 28, 28A, 62 217E                                                                      | Népliget, Közlekedési Múzeum (épülő) |
| 10 | Kőbányai út 31.                       | 44 | 28, 28A, 62                                                                                  | |
| 12 | Orczy tér                             | 42 | 23, 24, 28, 28A, 62 72 217E                                                                  | Baross kocsiszín |
| 14 | Kálvária tér                          | 40 | 72, 83 99                                                                                    | Turay Ida Színház |
| 15 | Muzsikus cigányok parkja              | 38 | 72, 83                                                                                       | Pázmány Péter Katolikus Egyetem Információs Technológiai Kar |
| 17 | Horváth Mihály tér                    | 37 | 72, 83                                                                                       | Szent József-templom, Óbudai Egyetem, VIII. kerületi önkormányzat |
| 18 | Harminckettesek tere                  | 35 | 4, 6 72, 83                                                                                  | |
| 20 | Szentkirályi utca                     | 33 | 72, 83                                                                                       | Semmelweis Egyetem – belső klinikai negyed |
| 23 | Kálvin tér M                          | 32 | 47, 48, 49 72, 83 15, 100E                                                                   | Metróállomás, Fővárosi Szabó Ervin Könyvtár (Központi Könyvtár), Nemzeti Múzeum, Református templom, Vörösmarty mozi, Korona Hotel, Kálvin Center |
| 25 | Astoria M                             | 30 | 47, 48, 49 72, 74 5, 7, 8E, 107, 108E, 110, 112, 133E                                        | Metróállomás, ELTE Bölcsészettudományi Kar, Astoria szálloda, Dohány utcai zsinagóga, Belvárosi Színház, Puskin mozi |
| 27 | Deák Ferenc tér M                     | 28 | 47, 48, 49 72 16, 100E, 105, 178, 210, 210B, 216                                             | Metróállomás, Főpolgármesteri Hivatal, Pesti vármegyeháza, Deák téri evangélikus templom, Erzsébet téri Kulturális Központ és Park (Gödör), Anker-palota, Kempinski szálloda, Meridien szálloda, Örkény István Színház, Merlin Színház, Földalatti Vasúti Múzeum, Postamúzeum |
| 28 | Szent István Bazilika                 | 26 | 72 15, 105, 210, 210B                                                                        | Metróállomás, Szent István-bazilika |
| 30 | Arany János utca M                    | 25 | 72 15                                                                                        | Metróállomás |
| 32 | Báthory utca / Bajcsy-Zsilinszky út   | 23 | 70, 72, 78                                                                                   | |
| 34 | Nyugati pályaudvar M                  | 21 | 4, 6 72, 73 26, 91, 191, 226, 291 S21 S50 Z50 S70 G70 Z70 S71 G71 S72 Z72 IC, EC, sebesvonat | Nyugati pályaudvar, Metróállomás, Westend, Skála Metró |
| 36 | Jászai Mari tér                       | 18 | 2, 2B, 4, 6, 23 75, 76 15, 26, 91, 191, 226, 291                                             | Vígszínház |
| 39 | Margit híd, budai hídfő H             | 15 | 4, 6, 17, 19, 41 26, 91, 191, 226, 291                                                       | HÉV-állomás |
| 41 | Császár-Komjádi uszoda                | 13 |                                                                                              | Császár-Komjádi Béla Sportuszoda |
| 42 | Zsigmond tér                          | 11 | 17, 19, 41                                                                                   | |
| 44 | Kolosy tér                            | 10 | (Szépvölgyi út) 17, 19, 41 29, 65, 65A, 111, 165                                             | HÉV-állomás, Piac |
| ∫  | Galagonya utca                        | 8  | 111                                                                                          | Óbudai Egyetem, katonai amfiteátrum |
| 45 | Nagyszombat utca                      | ∫  | 29, 111                                                                                      | Óbudai Egyetem |
| 47 | Tímár utca                            | 6  | 29, 111                                                                                      | |
| 48 | Kiscelli utca                         | 5  | 29, 111                                                                                      | |
| 49 | Flórián tér                           | 3  | 1, 1A 29, 34, 106, 111, 118, 134, 137, 218, 226, 237 800, 815, 820, 821, 830, 832, 840, 848  | Flórián üzletközpont |
| 51 | Raktár utca                           | 2  | 34, 106, 111, 118, 134, 226                                                                  | |
| ∫  | Bogdáni út                            | 1  | 34, 106, 111, 118, 134, 226                                                                  | |
| 53 | Óbuda, Bogdáni út végállomás          | 0  | 111, 118                                                                                     | |

## Képgaléria

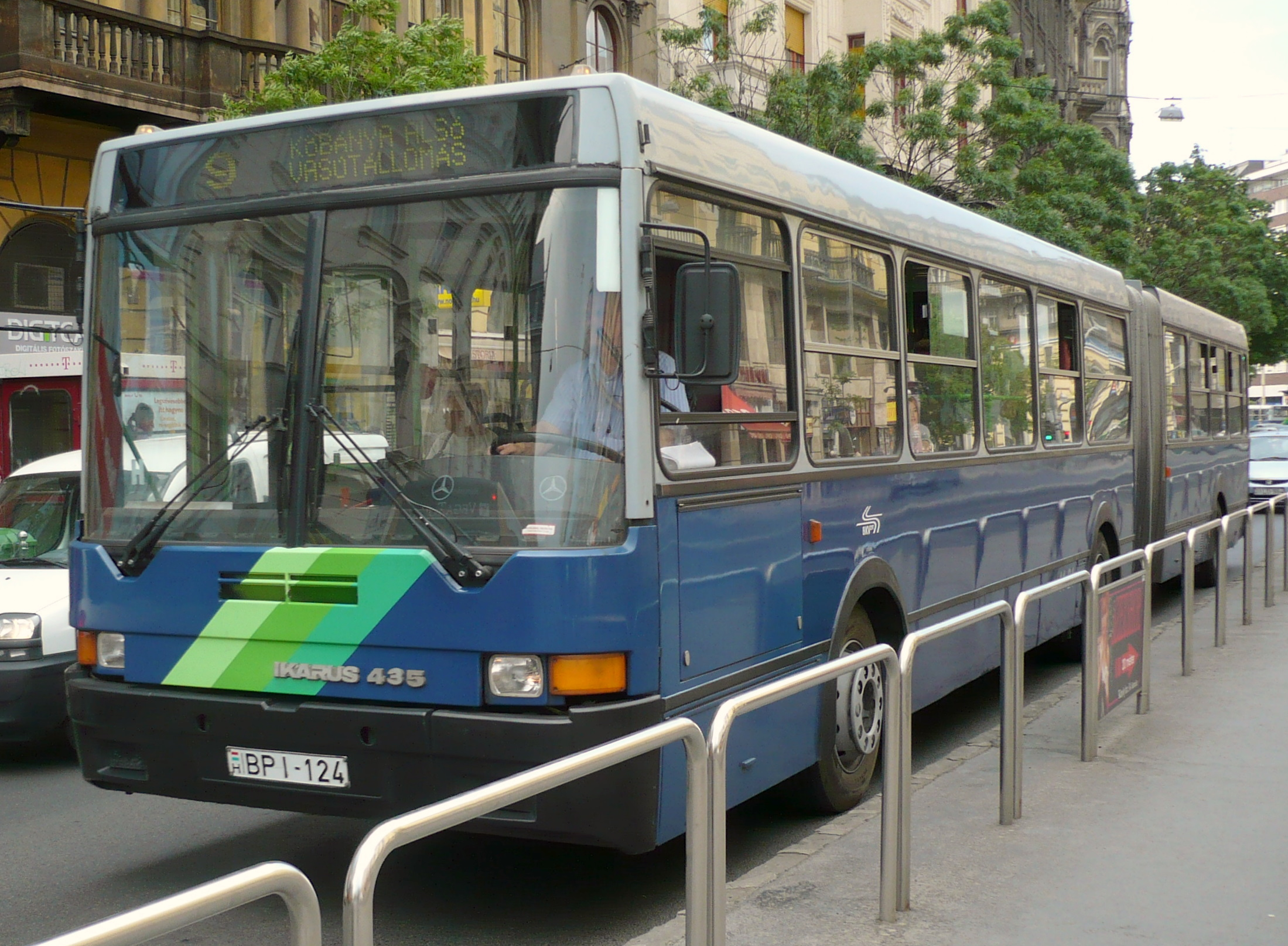
Ikarus 435-ös az Astoriánál
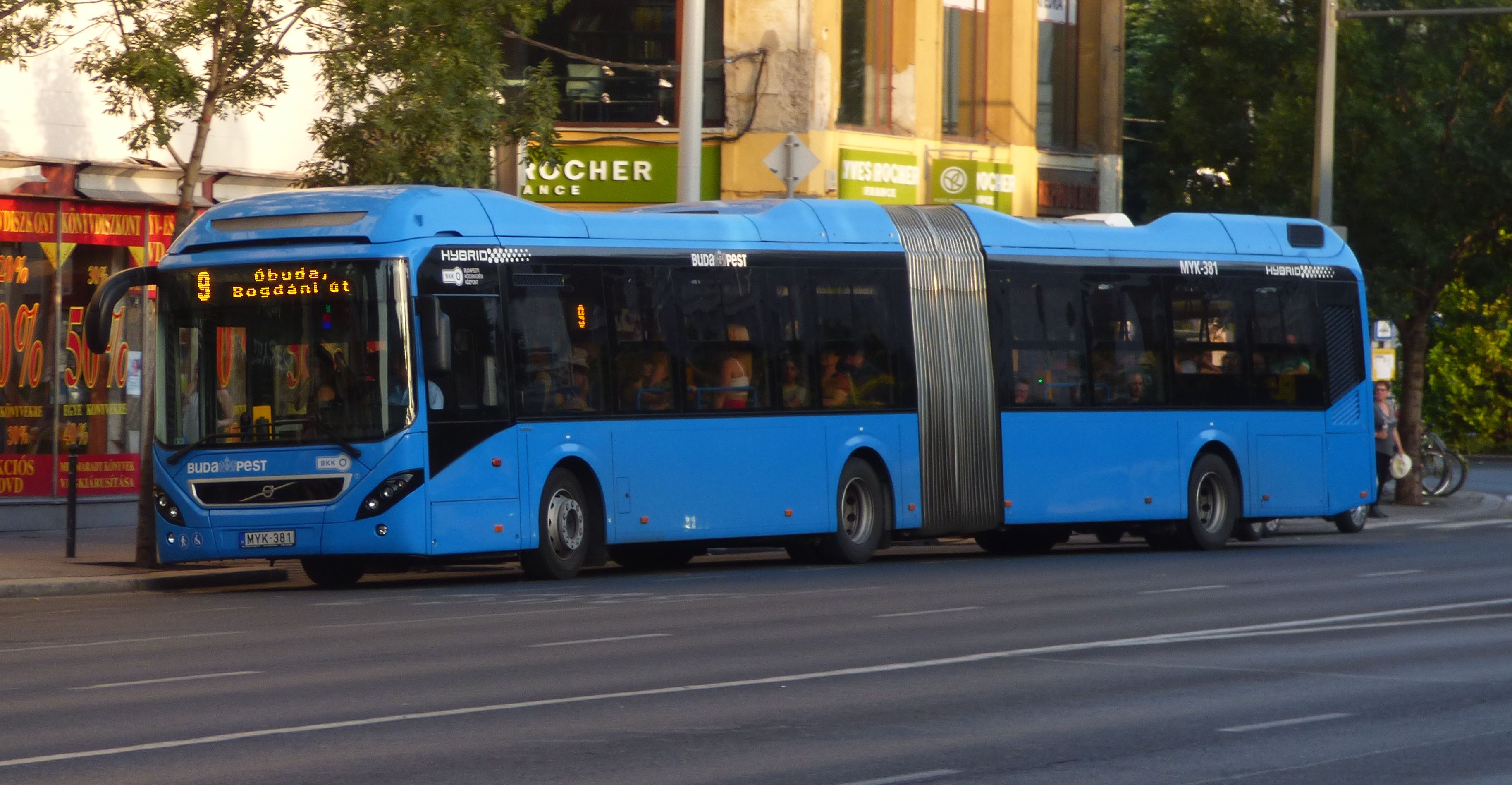
Hibrid Volvo a Deák térnél
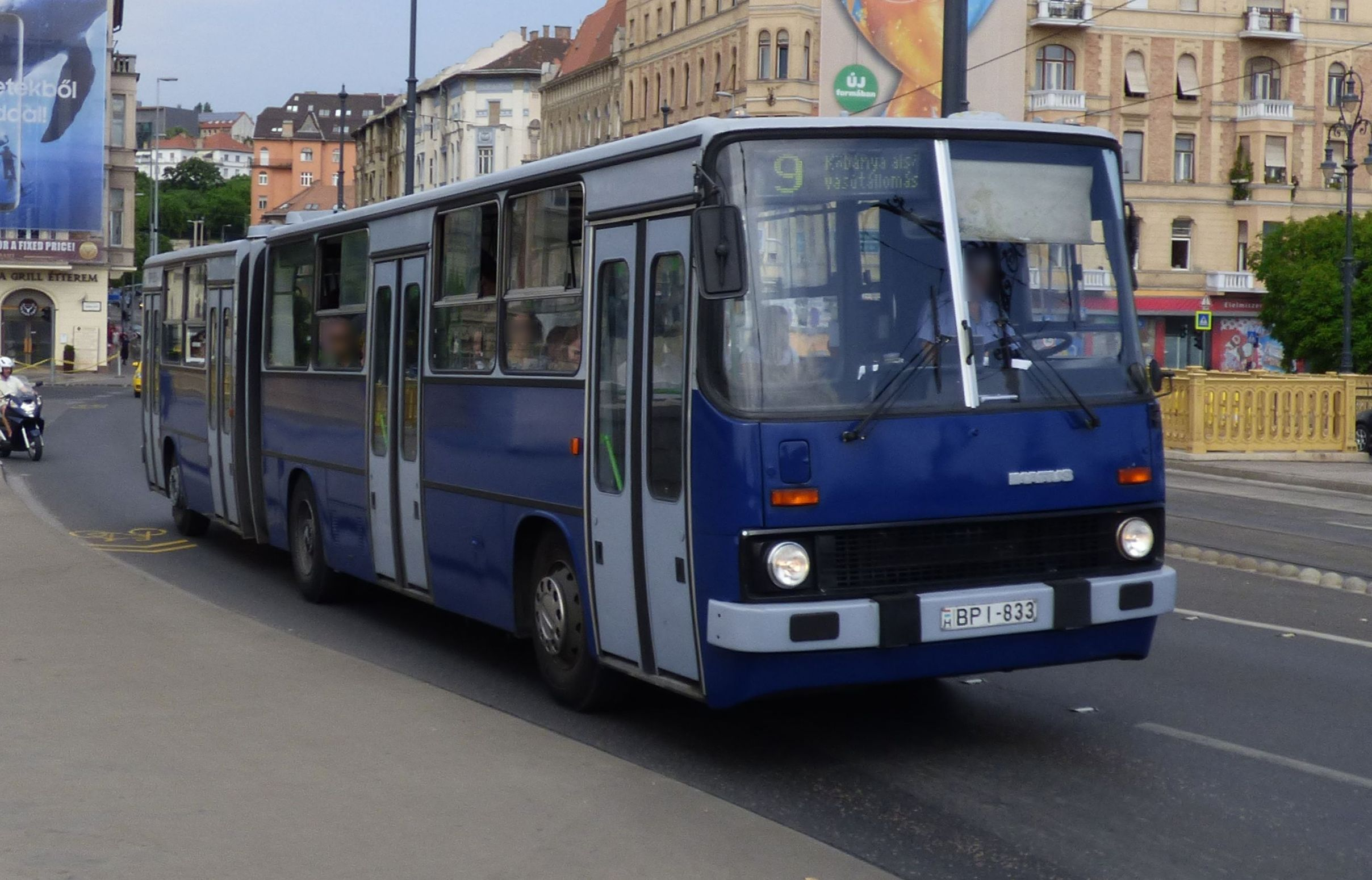
Ikarus 280-as busz a Margit hídon
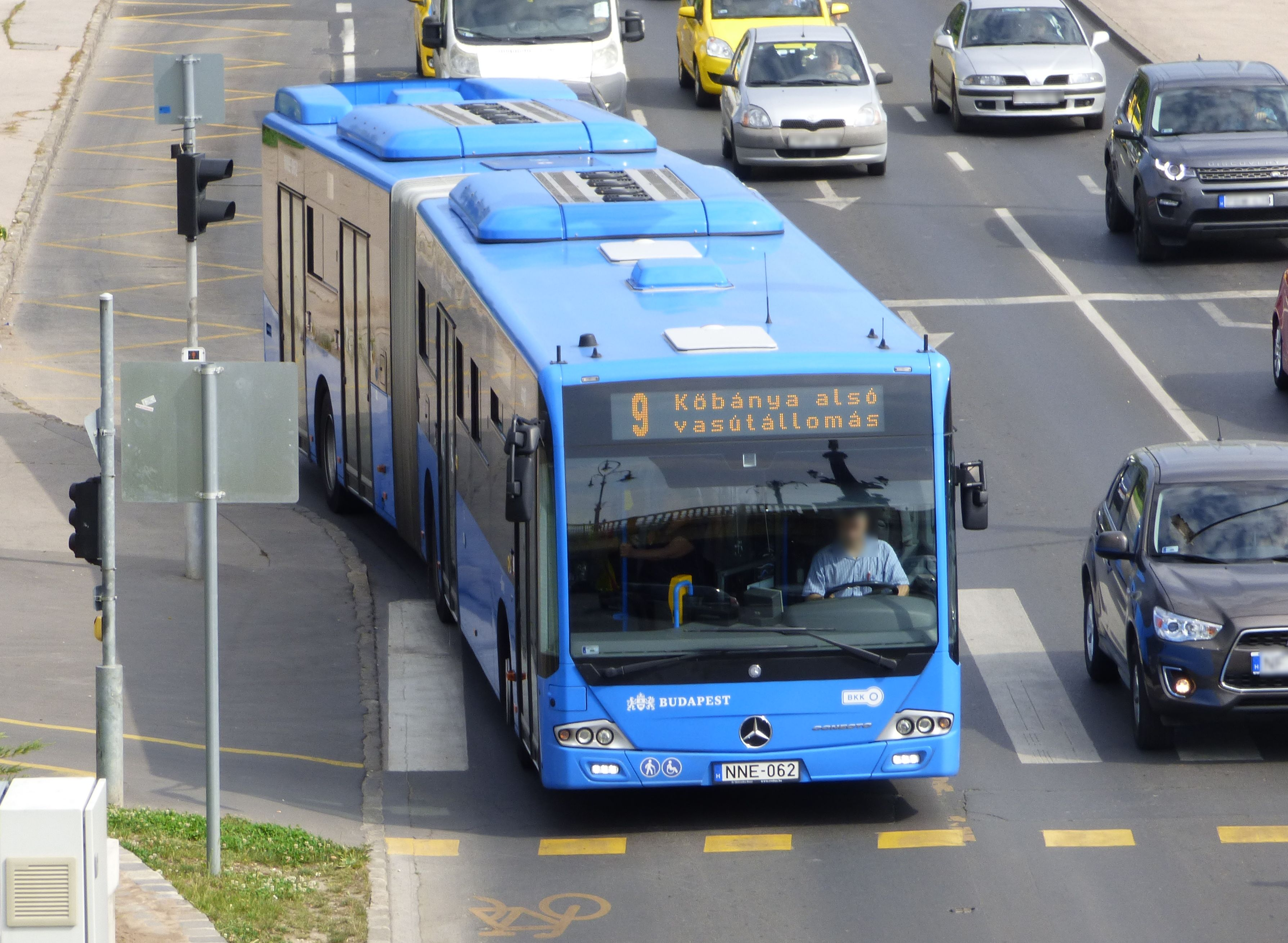
Mercedes Conecto G a Margit hídnál